# August Rydberg
Nils August Rydberg (i riksdagen kallad Rydberg i Korsgården), född 12 mars 1824 i Lena församling, Älvsborgs län, död 3 september 1885 i Skärvs församling, Skaraborgs län, var en svensk lantbrukare och riksdagsman.
Rydberg var verksam som lantbrukare på Korsgården i Skärvs socken. Som riksdagsman var han ledamot av andra kammaren.